# Prosotas ceramensis
Prosotas ceramensis är en fjärilsart som beskrevs av Tite 1963. Prosotas ceramensis ingår i släktet Prosotas och familjen juvelvingar. Inga underarter finns listade i Catalogue of Life.